# Калараши
Калараши (рум. Călăraşi) град је у Румунији. Он се налази у јужном делу земље, у историјској покрајини Влашка. Калараши је управно средиште истоименог округа Калараши.
Калараши је према последњем попису из 2002. године имао 73.823 становника.

## Географија
Град Калараши налази се у југоисточном делу историјске покрајине Влашке, у оквиру уже области Мунтеније. Калараши је образован у југоисточном делу Влашке низије, јужно од Бараганске степе, на месту где Дунав прави нагли заокрет на север, што је било пресудно за образованње града на овом месту.

## Становништво
У односу на попис из 2002., број становника на попису из 2011. се смањио.

| 1966.  | 1977.  | 1992.  | 2002.  | 2011.  |
| ------ | ------ | ------ | ------ | ------ |
| 35.684 | 49.727 | 76.952 | 70.039 | 65.181 |

Матични Румуни чине већину градског становништва Каларашија - 96%, а од мањина присутни су једино Роми - 3,5%.

## Партнерски градови
- Напуљ
- Силистра
- Rivery
- Хенгјанг
- Зајечар
- Калараши
- Ројал Палм Бич
- Разград
- Вилфранш сир Саон